# Тайжина
Тайжи́на (рос. Тайжина) — селище у складі Осинниківського міського округу Кемеровської області, Росія.

## Населення
Населення — 5011 осіб (2010; 5192 у 2002).